# König-Ludwig-Lauf

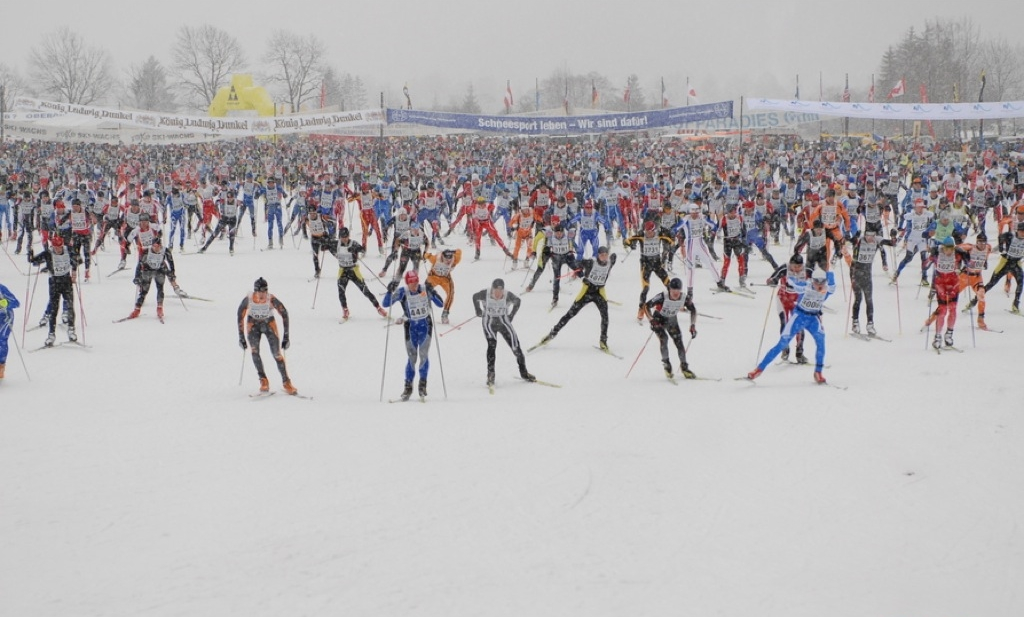
Start biegu

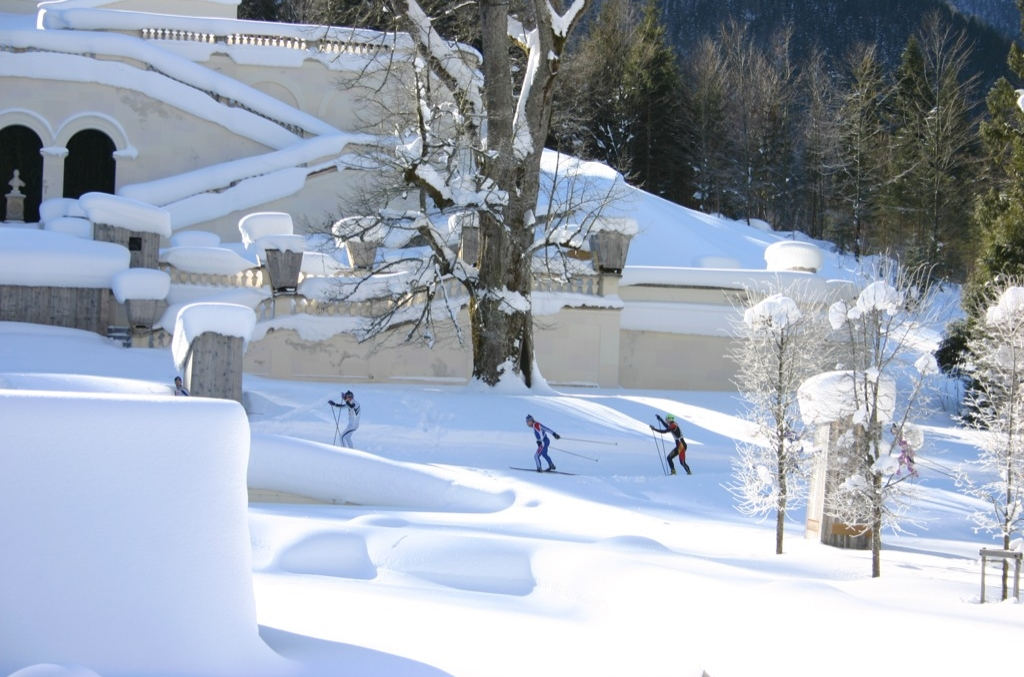
Trasa obok pałacu Linderhof

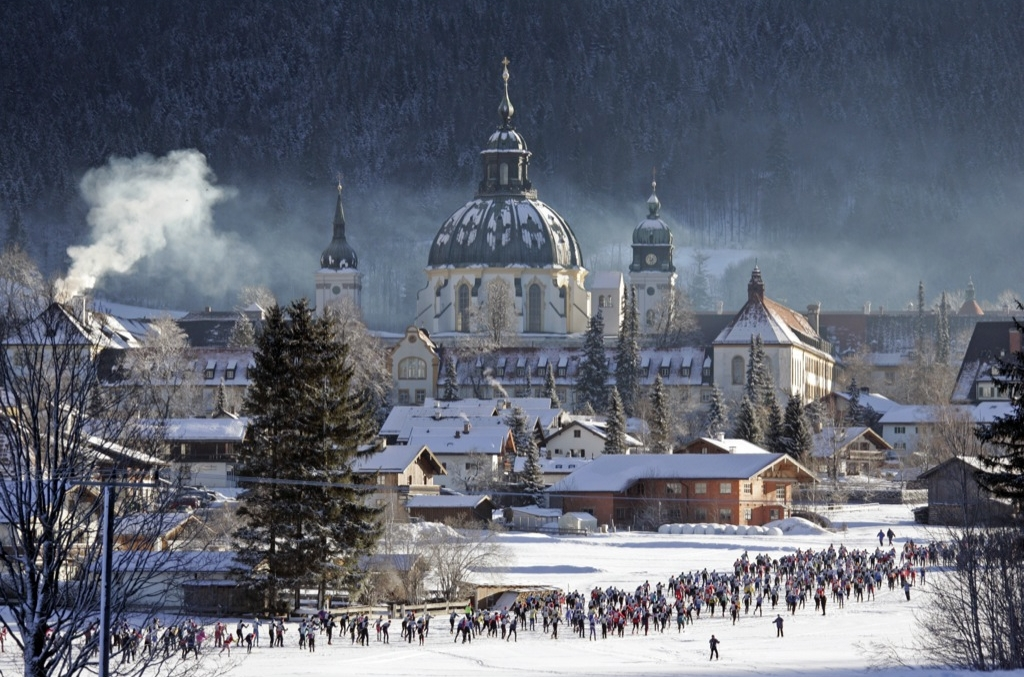
Fragment trasy w Ettal

König-Ludwig-Lauf – długodystansowy bieg narciarski, rozgrywany co roku w pierwszy weekend lutego, w południowej części Bawarii w Niemczech. Trasa biegu prowadzi od startu w Ettal, przez okolice pałacu Linderhof, do mety w Oberammergau. Jest to najdłuższy i największy niemiecki maraton. Bieg ten należy do cyklu Worldloppet oraz FIS Marathon Cup. 
Pierwsza edycja biegu miała miejsce w 1968 roku, a długość trasy wynosiła 83 km. W 1970 roku trasę wydłużono do 90 km (na wzór szwedzkiego Biegu Wazów), jednak po 1980 roku zaczęto ją skracać stopniowo, aż do 40 km. Obecnie trasa biegu liczy 50 km, rozgrywany jest zarówno techniką dowolną jak i techniką klasyczną. Kobiety po raz pierwszy rywalizowały w König-Ludwig-Lauf w 1980 roku.
Najwięcej zwycięstw wśród mężczyzn odniósł Czech Stanislav Řezáč – sześć (2000, 2004–2006, 2009 i 2012), a wśród kobiet Finka Sisko Kainulainen, która zwyciężała pięciokrotnie (1983, 1984, 1986, 1989 i 1992). W rywalizacji mężczyzn w 1981 roku metę przekroczyło jednocześnie siedmiu zawodników z pięciu krajów – nie wyłoniono jednego zwycięzcy. Jedyny polski triumf w König-Ludwig-Lauf to zwycięstwo Doroty Dziadkowiec w 1999 roku.

## Lista zwycięzców
| Rok  | Mężczyźni                                                 | Czas                                                      | Kobiety                                                   | Czas                                                      |
| ---- | --------------------------------------------------------- | --------------------------------------------------------- | --------------------------------------------------------- | --------------------------------------------------------- |
| 2025 | Bieg odwołany z powodu niekorzystnych warunków pogodowych | Bieg odwołany z powodu niekorzystnych warunków pogodowych | Bieg odwołany z powodu niekorzystnych warunków pogodowych | Bieg odwołany z powodu niekorzystnych warunków pogodowych |
| 2024 | Bieg odwołany z powodu braku śniegu                       | Bieg odwołany z powodu braku śniegu                       | Bieg odwołany z powodu braku śniegu                       | Bieg odwołany z powodu braku śniegu                       |
| 2023 | Thomas Bing                                               | 1:39:23,4 h                                               | Franziska Müller                                          | 1:53:12,6 h                                               |
| 2022 | Max Novak                                                 | 1:44:43,7 h                                               | Lina Korsgren                                             | 1:49:54,7 h                                               |
| 2021 | Bieg odwołany z powodu pandemii COVID-19                  | Bieg odwołany z powodu pandemii COVID-19                  | Bieg odwołany z powodu pandemii COVID-19                  | Bieg odwołany z powodu pandemii COVID-19                  |
| 2020 | Bieg odwołany z powodu pandemii COVID-19                  | Bieg odwołany z powodu pandemii COVID-19                  | Bieg odwołany z powodu pandemii COVID-19                  | Bieg odwołany z powodu pandemii COVID-19                  |
| 2019 | Morten Eide Pedersen                                      | 2:28:18,9 h                                               | Lina Korsgren                                             | 2:29,18,2 h                                               |
| 2018 | Tore Bjørseth Berdal                                      | 1:55:15,3 h                                               | Aurélie Dabudyk                                           | 2:00:59,7 h                                               |
| 2017 | Max Olex                                                  | 1:26:20,6 h                                               | Aurélie Dabudyk                                           | 1:36:34,4 h                                               |
| 2016 | Bieg odwołany                                             | Bieg odwołany                                             | Bieg odwołany                                             | Bieg odwołany                                             |
| 2015 | Petter Eliassen                                           | 1:59:42,9 h                                               | Britta Norgren                                            | 2:16:28,6 h                                               |
| 2014 | Johan Kjølstad                                            | 1:57:58,3 h                                               | Seraina Boner (2)                                         | 2:07:42,2 h                                               |
| 2013 | Jerry Ahrlin (2)                                          | 1:51:14,1 h                                               | Seraina Boner                                             | 1:58:14,8 h                                               |
| 2012 | Stanislav Řezáč (6)                                       | 2:16:35,5 h                                               | Susanne Nyström                                           | 2:36:18,2 h                                               |
| 2011 | Jerry Ahrlin                                              | 1:38:56,9 h                                               | Sandra Hansson                                            | 1:50:23,5 h                                               |
| 2010 | Anders Aukland                                            | 1:44:13,4 h                                               | Suvi Karjaluoto                                           | 2:10:12,2 h                                               |
| 2009 | Stanislav Řezáč (5)                                       | 1:59:42,7 h                                               | Jenny Hansson                                             | 2:15:44,8 h                                               |
| 2008 | Daniel Tynell (2)                                         | 1:32:03,8 h                                               | Elin Ek (2)                                               | 1:44:26,0 h                                               |
| 2007 | Daniel Tynell                                             | 1:24:49,4 h                                               | Elin Ek                                                   | 1:35:54,0 h                                               |
| 2006 | Stanislav Řezáč (4)                                       | 2:18:35,9 h                                               | Ine Wigernæs                                              | 2:36:55,5 h                                               |
| 2005 | Stanislav Řezáč (3)                                       | 2:18:01,2 h                                               | Cristina Paluselli (2)                                    | 2:41:59,3 h                                               |
| 2004 | Stanislav Řezáč (2)                                       | 2:01:16,9 h                                               | Cristina Paluselli                                        | 2:15:36,0 h                                               |
| 2003 | Jørgen Aukland                                            | 2:05:32,8 h                                               | Lara Peyrot                                               | 2:11:56,0 h                                               |
| 2002 | Bieg odwołany                                             | Bieg odwołany                                             | Bieg odwołany                                             | Bieg odwołany                                             |
| 2001 | Christian Baldauf                                         | 2:12:55,7 h                                               | Ramona Roth                                               | 2:24:07,9 h                                               |
| 2000 | Stanislav Řezáč                                           | 2:01:12,1 h                                               | Swietłana Nagiejkina                                      | 2:20:28,0 h                                               |
| 1999 | Mikael Östberg                                            | 2:10:05,0 h                                               | Dorota Dziadkowiec                                        | 2:24:45,0 h                                               |
| 1998 | Staffan Larsson                                           | 2:19:05,1 h                                               | Jelena Grigorjewa                                         | 2:49:50,0 h                                               |
| 1997 | Martin Petrásek                                           | 2:09:42,9 h                                               | Sigrid Wille                                              | 2:23:13,0 h                                               |
| 1996 | Håkan Westin (2)                                          | 2:26:56,9 h                                               | Gudrun Pflüger                                            | 2:53:50,1 h                                               |
| 1995 | Håkan Westin                                              | 1:58:42,6 h                                               | Lucie Bucharova                                           | 2:30:14,0 h                                               |
| 1994 | Aleš Vaněk (2)                                            | 1:53:38,5 h                                               | Maria Theurl                                              | 2:10:58,0 h                                               |
| 1993 | Aleš Vaněk                                                | 2:04:14,2 h                                               | Natalja Czernych                                          | 2:31:01,0 h                                               |
| 1992 | Erik Hansson                                              | 2:02:32,2 h                                               | Sisko Kainulainen (5)                                     | 2:31:30,0 h                                               |
| 1991 | Ladislav Švanda                                           | 2:07:06,2 h                                               | Vida Vencienė                                             | 2:32:58,0 h                                               |
| 1990 | Bieg odwołany                                             | Bieg odwołany                                             | Bieg odwołany                                             | Bieg odwołany                                             |
| 1989 | Anders Blomquist                                          | 1:58:45.4 h                                               | Sisko Kainulainen (4)                                     | 2:19:28.0 h                                               |
| 1988 | Konrad Hallenbarter (2)                                   | 2:58:47.0 h                                               | Christina Gill                                            | 3:26:03.0 h                                               |
| 1987 | Bengt Hassis (2)                                          | 2:35:39.1 h                                               | Annerose Rees                                             | 3:31:53.0 h                                               |
| 1986 | Konrad Hallenbarter                                       | 1:55:05.0 h                                               | Sisko Kainulainen (3)                                     | 2:14:41.0 h                                               |
| 1985 | Bieg odwołany                                             | Bieg odwołany                                             | Bieg odwołany                                             | Bieg odwołany                                             |
| 1984 | Bengt Hassis                                              | 2:36:03.0 h                                               | Sisko Kainulainen (2)                                     | 3:04:58.0 h                                               |
| 1983 | Per Knotten (2)                                           | 3:36:39.0 h                                               | Sisko Kainulainen                                         | 3:55:33.0 h                                               |
| 1982 | Lars Frykberg                                             | 4:12:28.0 h                                               | Kathrin Glasl (2)                                         | 5:43:29.0 h                                               |
| 1981 | 7 biegaczy z 5 krajów                                     |                                                           | Kathrin Glasl                                             | 5:36:24.0 h                                               |
| 1980 | Per Knotten                                               | 5:27:38.0 h                                               | Gerda Kunz                                                | 6:07:15.0 h                                               |
| 1979 | Pauli Siitonen (5)                                        | 3:39:20.0 h                                               |                                                           |                                                           |
| 1978 | Pauli Siitonen (4)                                        | 4:36:31.0 h                                               |                                                           |                                                           |
| 1977 | Pauli Siitonen (3)                                        | 3:13:22.0 h                                               |                                                           |                                                           |
| 1976 | Pauli Siitonen (2)                                        | 4:05:06.0 h                                               |                                                           |                                                           |
| 1975 | Bieg odwołany                                             | Bieg odwołany                                             | Bieg odwołany                                             | Bieg odwołany                                             |
| 1974 | Pauli Siitonen                                            | 4:05:06.0 h                                               |                                                           |                                                           |
| 1973 | Heinrich Simon                                            | 4:53:59.0 h                                               |                                                           |                                                           |
| 1972 | Bieg odwołany                                             | Bieg odwołany                                             | Bieg odwołany                                             | Bieg odwołany                                             |
| 1971 | Robert Eiermann                                           | 5:18:01.0 h                                               |                                                           |                                                           |
| 1970 | Heinrich Simon                                            | 5:01:00.0 h                                               |                                                           |                                                           |
| 1969 | Arthur Bodenmüller                                        | 4:12:33.0 h                                               |                                                           |                                                           |
| 1968 | Klaus Niedermeier                                         | 6:26:04.0 h                                               |                                                           |                                                           |